# جيد (محرك لعبة)
جيد Jade هو محرك ألعاب تم إنشاءه في 2003 بواسطة شركة يوبي سوفت.

كان الهدف الرئيسي منه هو تطوير لعبة Beyond Good & Evil والتي كانت الشخصية الرئيسية فيها اسمها جيد Jade منها أخذ المحرك اسمه.

لاحقاً تم تطوير المحرك لاستخدامه في ألعاب أخرى.

## ألعاب استخدمت المحرك
- 2003 – بيوند غود أند إيفل
- 2003 – برنس أوف بيرشيا: ذا ساندز أوف تايم
- 2004 – برنس أوف بيرشيا: واريور ويذن
- 2005 – برنس أوف بيرشيا: ذا تو ثرونز
- 2005 – بيتر جاكسون كينغ كونغ
- 2006 – Rayman Raving Rabbids
- 2007 – TMNT
- 2007 – Rayman Raving Rabbids 2
- 2007 – ناروتو: ريس أوف أنينجا'
- 2008 – ناروتو: ذا بروكن بوند
- 2009 – James Cameron's Avatar: The Game (نسخة وي)
- 2010 – برنس أوف بيرشا: ذا فورجتن ساندز (نسخة وي / بلاي ستيشن بورتابل)